# Turbina Parsons

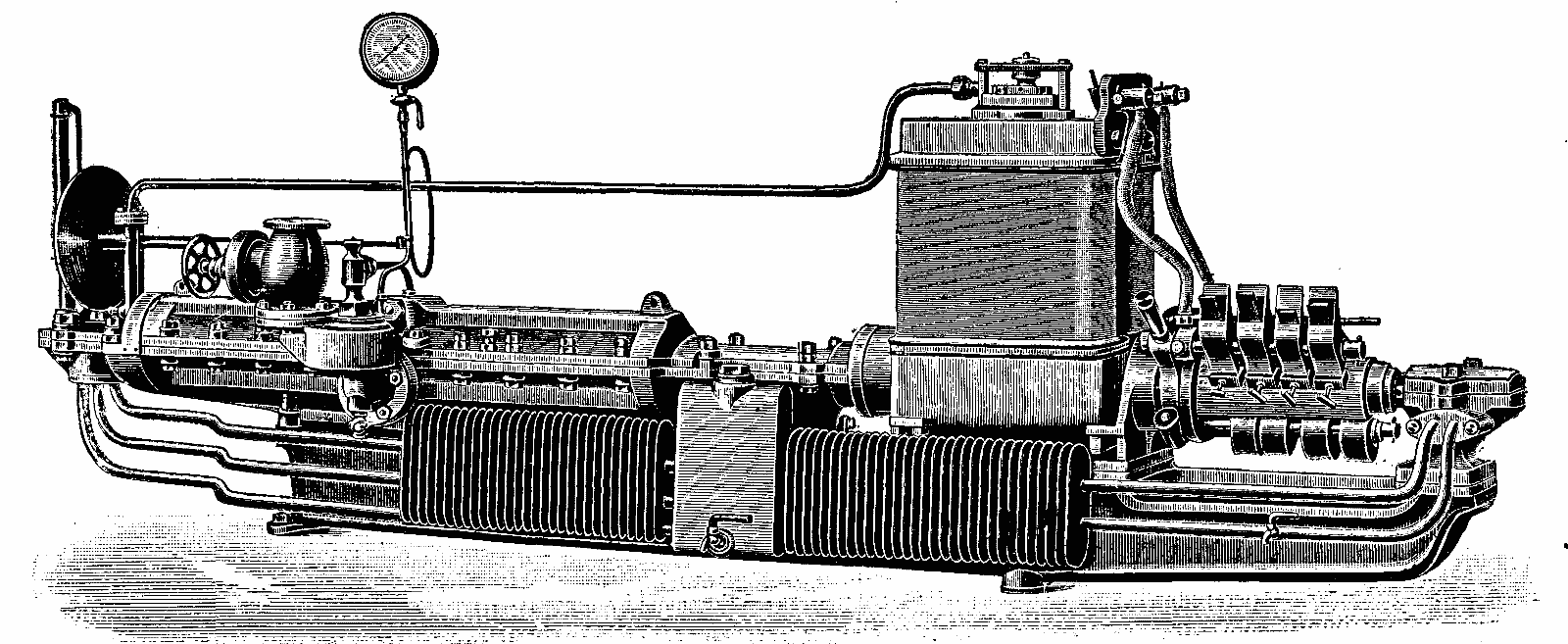
Primera turbina de vapor compuesta, construida por Parsons en 1887

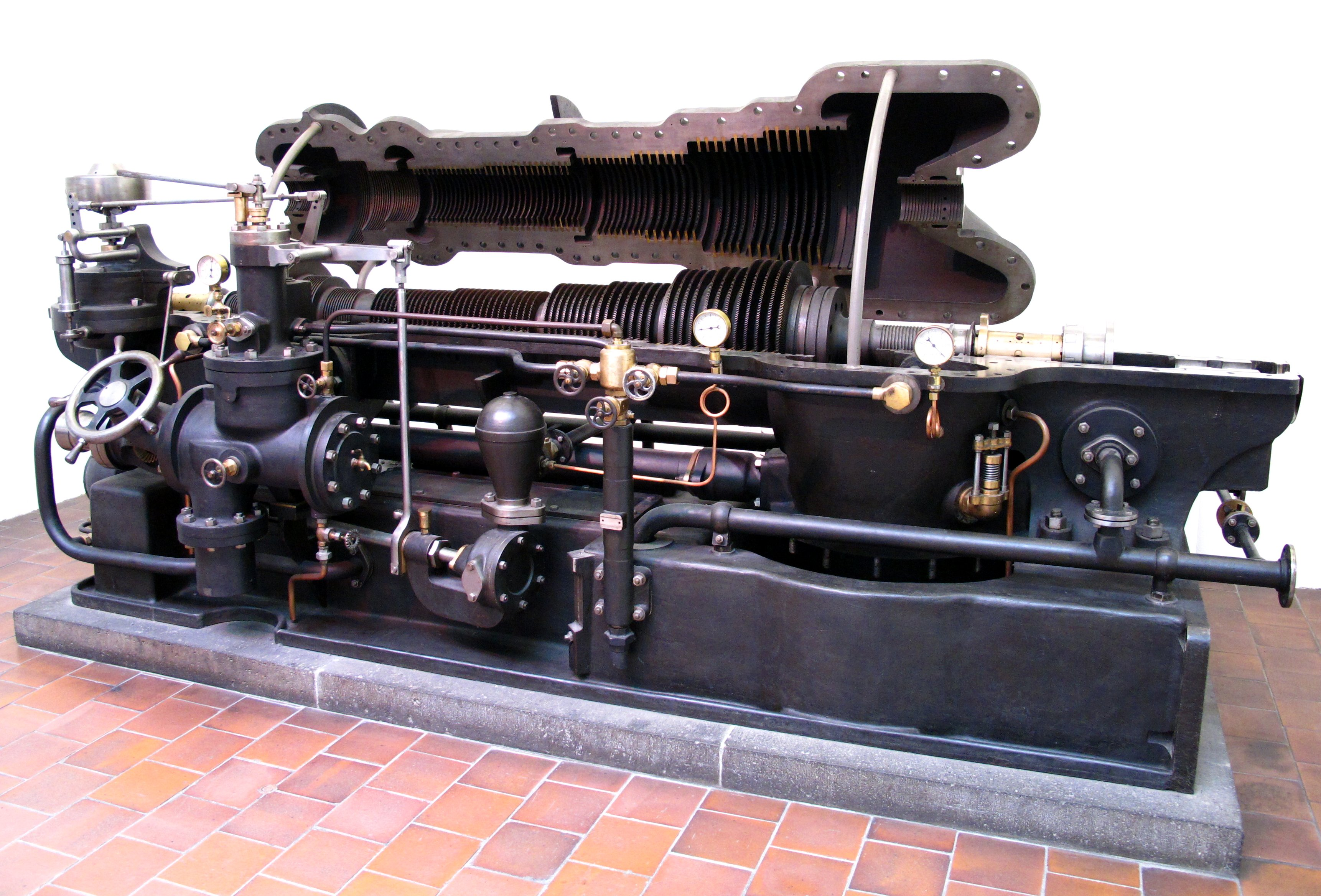
Corte de una turbina Parsons

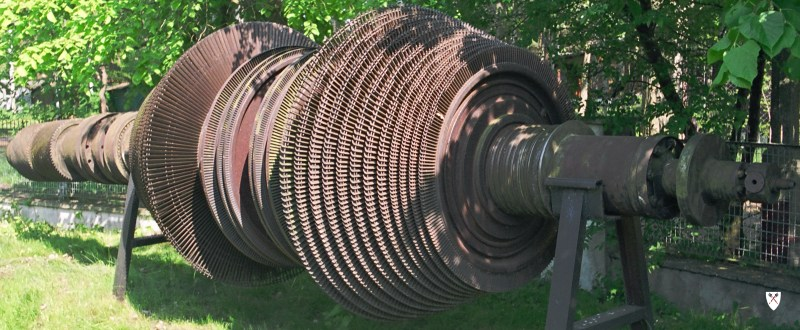
Rotor de una turbina propulsora Parsons de la clase barco polaca Wicher

La turbina Parsons es una turbina de vapor compuesta desarrollada por el inventor británico Charles Parsons y construida por las filiales de Parson C A Parsons & Co o Marine Steam Turbine Company, constructora de turbina de vapor.
La turbina, patentada en 1884, se distingue técnicamente por ser la primera turbina de vapor que funcionó como turbina de reacción y que contaba con varias etapas de flujo axial compuestas por un conjunto de álabes y de rotor. Esto hizo que la turbina Parsons fuera fundamentalmente diferente de la turbina de vapor de impulso inventada por el sueco Gustav de Laval en 1883. La turbina Parsons tenía un diseño algo más complicado, pero lograba mejores eficiencias y era más fácil de adaptar a presiones y producciones de vapor cada vez mayores.
Debido a su tecnología superior, la turbina Parsons rápidamente se estableció y se construyó miles de veces tanto para operación estacionaria para generar electricidad como para impulsar barcos. Charles Parsons, habiendo previsto su potencial para propulsar barcos, creó la Parsons Marine Steam Turbine Co. en 1897. Para desarrollar esto, hizo construir el buque experimental Turbinia, botado en 1894, con un diseño liviano de acero por la firma Brown and Hood, con sede en Wallsend, en el río Tyne en el noreste de Inglaterra. Posteriormente desarrollaron turbinas de vapor como George Westinghouse, Heinrich Zoelly, Auguste Rateau y otras, basadas en la invención de Parsons. Hoy en día, la mayoría de las turbinas de vapor modernas funcionan según el principio básico de la turbina Parsons, es decir, según el principio de reacción.